# Abrahams
Abrahams er en dansk jødisk slægt, hvis stamfader, bogholder Moses Levin Abrahams (1759-1828), gift med Juliane f. Meyer, havde sønnen, professor Nicolai Christian Levin Abrahams (1798-1870), som i sit ægteskab med Frederikke Juliane Augusta Philipsen havde fem sønner.
Blandt disse var sproglærer Arthur Mathias Nicolai Abrahams (1836-1905) — fader til klasselotteridirektør Nicolaj Christian Severin Abrahams (1877-?) —, teaterdirektør Johannes Henrik Severin Abrahams (1843-1900), officer Albert Peter Carl Abrahams (1839-1909) samt arkitekt Carl (Charles) Julius Sophus Abrahams (1838-1893), hvis datter, skuespillerinde Ellen Aggerholm, 1903 ægtede skuespiller Svend Aggerholm.